# NGC 466
NGC 466 é uma galáxia espiral (S0-a) localizada na direcção da constelação de Tucana. Possui uma declinação de -58° 54' 35" e uma ascensão recta de 1 horas, 17 minutos e 13,5 segundos.
A galáxia NGC 466 foi descoberta em 3 de Outubro de 1836 por John Herschel.